# Suore del ritiro cristiano
Le Suore del Ritiro Cristiano (in francese Sœurs de la Retraite Chrétienne) sono un istituto religioso femminile di diritto pontificio.

## Storia
Le origini della congregazione risalgono alla casa di ritiro aperta il 19 settembre 1789 a Les Fontenelles dal sacerdote Antoine-Sylvestre Receveur (1750-1804): presso tale struttura i fedeli di ambo i sessi potevano ritirarsi per alcuni giorni o definitivamente, per vivere del lavoro delle proprie mani e lontano dal mondo.
Negli anni della Rivoluzione l'istituto non ebbe una sede fissa e i membri si rifugiarono all'estero, ma nel 1803 poterono ristabilirsi a Marsiglia da dove i ritiri si diffusero in tutta la Francia; nel 1848 fu aperta una casa anche a Londra.
In origine la congregazione era composta da sacerdoti, fratelli laici e suore, tutti senza voti: la società ricevette il pontificio decreto di lode il 29 settembre 1851.
I rami maschile e femminile si separarono nel 1897 e le suore si costituirono in congregazione autonoma. Sotto il governo di Antonietta Frèze, prima superiora generale dell'istituto, si ebbe un notevole sviluppo della congregazione in Inghilterra, mentre quasi tutte le comunità in Francia vennero dissolte con le leggi anticongregazioniste; alcune comunità si trasferirono in Svizzera e Belgio.
Il 23 agosto 1912 la Santa Sede approvò le suore del Ritiro come società esclusivamente femminile; nel capitolo generale del 1921 si decise l'emissione dei voti religiosi da parte delle suore e il 12 marzo 1929 la sacra congregazione dei Religiosi approvò l'istituto come congregazione religiosa.

## Attività e diffusione
Le suore si dedicano all'adorazione eucaristica, all'educazione cristiana dei fanciulli e all'ospitalità nei confronti di coloro che compiono gli esercizi spirituali nei loro ritiri.
Sono presenti in Francia, Irlanda, Regno Unito, Svizzera, Benin; la sede generalizia è a Le Russey.
Alla fine del 2008 la congregazione contava 60 religiose in 10 case.